# Teatr Dramatyczny im. Gustawa Holoubka
Teatr Dramatyczny im. Gustawa Holoubka (dawniej Teatr Dramatyczny m.st. Warszawy, Teatr Dramatyczny m.st. Warszawy im. Gustawa Holoubka) – teatr miejski w Warszawie.
Od 2012 do 2022 roku dyrektorem naczelnym i artystycznym był Tadeusz Słobodzianek. Od 1 września 2022 roku do 5 stycznia 2024 roku dyrektorem naczelnym i artystycznym była Monika Strzępka. Od 6 stycznia 2024 do 31 października 2024 pełniącym obowiązki dyrektora Teatru był Mariusz Guglas. Od 1 listopada 2024 dyrektorem Teatru jest, powołany na to stanowisko przez Prezydenta m.st. Warszawy, reżyser teatralny Wojciech Stefaniak (używający pseudonimu Wojciech Faruga).

## Historia

### Lata 50.
Pod koniec 1954 roku zapadła decyzja, że Teatr Domu Wojska Polskiego (powstały w 1949 roku, grający na małej scenie przy ulicy Królewskiej) zyska nową siedzibę w niedawno wybudowanym Pałacu Kultury i Nauki w Warszawie. Wojskowe kierownictwo Teatru Domu Wojska Polskiego zdawało sobie sprawę z konieczności reorganizacji teatru, jaką wymuszała większa scena usytuowana w reprezentacyjnym miejscu. W 1955 roku uformował się więc nowy zespół, w skład którego weszli między innymi: reżyserzy i reżyserki (Lidia Zamkow, Ludwik René, Jan Świderski, Maryna Broniewska) oraz scenografowie (Andrzej Sadkowski, później dołączył także Jan Kosiński). Funkcję dyrektora pełnił nadal Marian Meller, kierownikiem artystycznym był Jan Świderski, a kierownikami literackimi Konstanty Puzyna oraz Stanisław Marczak-Oborski. Na inaugurację działalności teatru w nowej siedzibie zagrano Wesele w reżyserii Maryny Broniewskiej i Jana Świderskiego z Haliną Mikołajską w roli Racheli. Dramat Wyspiańskiego powrócił na warszawskie sceny po dziewięciu latach przerwy.
W 1957 roku (pod koniec sezonu 1956/1957) teatr zmienił patronat z Domu Wojska Polskiego na Stołeczną Radę Narodową i przyjął nawę Teatr Dramatyczny. W tym samym roku odbyła się w nim pierwsza na świecie prapremiera dramatu Witolda Gombrowicza – Halina Mikołajska wyreżyserowała Iwonę, księżniczkę Burgunda z Barbarą Krafftówną w roli tytułowej. Rok później w teatrze odbyła się prapremiera debiutanckiej sztuki Sławomira Mrożka pod tytułem Policja (spektakl nosił tytuł Policjanci i został wyreżyserowany przez Jana Świderskiego). Na fali odwilży październikowej Teatr Dramatyczny wprowadził nowy repertuar zagraniczny – pojawiły się sztuki Brechta (Dobry człowiek z Seczuanu, Szwejk), Dürrenmatta (Wizyta starszej pani), Millera (Proces w Salem). W latach 50. popularność zdobył też tworzony przez aktorów Kabaret Koń, któremu Teatr Dramatyczny udzielał gościny. W 1958 roku na etacie reżyserskim w Teatrze Dramatycznym został zatrudniony Konrad Swinarski (pracował na nim do roku 1963).
W latach 50. do zespołu Teatru Dramatycznego należeli m.in.: Jan Świderski, Halina Mikołajska, Barbara Krafftówna, Aleksander Dzwonkowski, Wanda Łuczycka.

### Lata 60.
W 1960 roku w Teatrze Dramatycznym odbyła się prapremiera Kartoteki Tadeusza Różewicza – spektakl reżyserowała Wanda Laskowska. W latach 60. spektakle w Teatrze Dramatycznym reżyserowali też Adam Hanuszkiewicz, Bohdan Korzeniewski, Konrad Swinarski, Gustaw Holoubek, Ludwik René i Helmut Kajzar.
W repertuarze pojawiały się zarówno duże widowiska teatralne, jak i kameralne przedstawienia. W tym drugim nurcie rozwijane były przede wszystkim spektakle o charakterze satyrycznym i groteskowym. W latach 60. w Teatrze Dramatycznym realizowane były przede wszystkim dramaty współczesnych autorów (polskich i zagranicznych) – szczególnie często wystawiano sztuki Dürrenmatta. Premiery na podstawie tekstów klasycznych, zdaniem historyka teatru Stanisława Marczaka-Oborskiego, w tamtym czasie zwykle okazywały się mniej udane. Od tej reguły istniały pewne wyjątki na przykład Kroniki królewskie według Wyspiańskiego w reżyserii Ludwika René uznane przez krytyka Jana Kłossowicza jedną z dwóch najważniejszych premier sezonu.
Od 1965 roku w Teatrze Dramatycznym w Warszawie co roku odbywają się Warszawskie Spotkania Teatralne.
W 1966 roku dyrektorem teatru został Andrzej Szczepkowski, a po dwóch latach na stanowisku zastąpił go Jan Bratkowski.

### Lata 70.
W 1972 roku funkcję dyrektora naczelnego i artystycznego objął Gustaw Holoubek, który dołączył do zespołu aktorskiego w 1969 roku, po tym jak odszedł z Teatru Narodowego w związku ze zdjęciem Dziadów w reżyserii Kazimierza Dejmka w roku 1968. Funkcję dyrektora Teatru Dramatycznego Holoubek pełnił przez jedenaście lat (do roku 1983). Holoubek, który sam był przede wszystkim aktorem, w pierwszej kolejności troszczył się o potrzeby zespołu aktorskiego. Za jego dyrekcji trwał on w niemal niezmiennym kształcie, choć był uzupełniany o młodych wykonawców (m.in. Jadwigę Jankowską-Cieślak, Piotra Fronczewskiego, Janusza Gajosa, Andrzeja Łapickiego, Marka Kondrata i Marka Obertyna). Zespół Teatru Dramatycznego tworzyli w tamtym czasie ponadto: Zbigniew Zapasiewicz, Mieczysław Voit, Andrzej Szczepkowski, Wiesław Gołas, Wanda Łuczycka, Zofia Rysiówna, Małgorzata Niemirska.
Przez większość dyrekcji Gustawa Holoubka, funkcję kierownika literackiego pełnił Jerzy Koenig. Koenig z wykształcenia był rusycystą, dzięki czemu w repertuarze Teatru Dramatycznego ważną rolę pełniła dramaturgia rosyjska. W 1974 roku po raz pierwszy w teatrze repertuarowym odbyła się premiera Ślubu Witolda Gombrowicza – reżyserował Jerzy Jarocki. W Teatrze Dramatycznym w tamtym czasie grano też inne sztuki Gombrowicza (m.in. Operetkę wyreżyserowaną przez Macieja Prusa). Wystawiano także dramaty Sławomira Mrożka (Rzeźnia, Pieszo) oraz Tadeusza Różewicza (Na czworakach). Jednym z najważniejszych reżyserów pracujących w latach 70. w Teatrze Dramatycznym był Jerzy Jarocki (Na czworakach, Ślub, Rzeźnia, Król Lear). Oprócz niego w teatrze pracowali także Witold Zatorski (Kubuś Fatalista i jego pan), Maciej Prus (Noc listopadowa, Operetka), Kazimierz Dejmek (Elektra, Sułkowski), Jerzy Grzegorzewski (Warjacje).

### Lata 80.
W 1981 roku Gustaw Holoubek wygłosił przemówienie popierające strajk robotników Wybrzeża. Stan wojenny przerwał obrady Kongresu Kultury organizowanego w Teatrze Dramatycznym. Po ponownym otwarciu teatrów, Teatr Dramatyczny przygotował premierę Mordu w Katedrze w reżyserii Jerzego Jarockiego (równocześnie Jarocki przygotował drugą wersję spektaklu w Krakowie). Warszawskie przedstawienie grane było w Katedrze św. Jana na Starym Mieście, Gustaw Holoubek grał w nim rolę Tomasza Becketa. Spektakl stanowił aluzyjny komentarz do ówczesnej sytuacji politycznej. Został zdjęty po sześciu pokazach.
W styczniu 1983 roku Gustaw Holoubek został odwołany z funkcji dyrektora Teatru Dramatycznego, co sprowokowało do odejścia z zespołu wielu znanych aktorów. W tym samym czasie powołano do życia Teatr Rzeczypospolitej, a na jego siedzibę wyznaczono scenę w Pałacu Kultury i Nauki. Po pewnym czasie powołano Jana Pawła Gawlika na nowego dyrektora obu instytucji: Teatru Dramatycznego i Teatru Rzeczypospolitej. Spektakle Teatru Dramatycznego w tamtym czasie traciły na jakości artystycznej, a cała instytucja uległa marginalizacji. Pewne ożywienie przyszło dopiero w 1987 roku, kiedy funkcję dyrektora objął Zbigniew Zapasiewicz. Zapasiewicz, wcześniej przez lata związany z teatrem jako aktor, chciał odbudować świetność instytucji. Najważniejszym wydarzeniem za jego dyrekcji była premiera spektaklu Ja, Feurebach w reżyserii Andrzeja Łapickiego (odbyła się w 1988 roku). Joanna Krakowska ocenia dyrekcję Zapasiewicza jako nieudaną.

### Lata 90.
W 1990 roku dyrektorami Teatru Dramatycznego zostali Mieczysław Marszycki (dyrektor naczelny) i Maciej Prus (dyrektor artystyczny). W 1991 roku w Teatrze Dramatycznym odbyła się gościnnie (spektakl był przedsięwzięciem prywatnym) premiera musicalu Metro Janusza Stokłosy w reżyserii Janusza Józefowicza. Produkcja przedstawienia odznaczała się niesłychanym jak na tamte czasy rozmachem (m.in. po raz pierwszy w Polsce zastosowano na scenie światła laserowe jako element scenografii). Producentem Metra była firma Batax, którą kierował milioner Wiktor Kubiak. W 1990 roku, jeszcze przed premierą musicalu, Kubiak podjął próbę kupienia Teatru Dramatycznego, co spotkało się z przychylnością Rady Miasta. Z powodów formalnych sprzedaż okazała się niemożliwa, ale miasto nie ustawało w wysiłkach. Przeciwko prywatyzacji teatru protestowali dyrektor Maciej Prus, ZASP i regionalne władze „Solidarności”. W lutym 1992 roku pokazy Metra na Broadwayu okazały się klapą i przyniosły duże straty finansowe. Kubiak wycofał się z pomysłu kupienia Teatru Dramatycznego, choć jako oficjalny powód podawał niechęć środowiska teatralnego.
W czasie swojej dyrekcji Maciej Prus wyreżyserował Nie-boską komedię oraz Szewców. Zaprosił też do współpracy Pawła Wodzińskiego i Pawła Łysaka, którzy w Teatrze Dramatycznym zrobili swoje debiutanckie spektakle – pierwszy w 1991 roku pokazał Woyzecka według tekstu Georga Büchnera, drugi w 1992 roku wystawił dramat Roberto Zucco Bernard-Marie Koltèsa. Ponadto odbyły się premiery między innymi dramatów Szekspira (Hamlet w reżyserii Andrzeja Domalika), Czechowa (Mewa także w reżyserii Domalika) i Ionesco (Krzesła w reżyserii Andrzeja Szczykno).
Po trzech latach urzędowania Marszycki i Prus ustąpili miejsca duetowi Anny Sapiegi (dyrektorka naczelna) i Piotrowi Cieślakowi (dyrektor artystyczny). Na inaugurację swojej dyrekcji Cieślak wyreżyserował spektakl Wesele, wesele na podstawie Wesela Antoniego Czechowa i Wesela u drobnomieszczan Bertolta Brechta. Oprócz przedstawień na podstawie współczesnych tekstów, chętnie sięgał też po dramaty Szekspira. Cieślak zapraszał także do reżyserowania w Teatrze Dramatycznym wybitnych reżyserów i reżyserki: Grzegorza Jarzynę, Piotra Cieplaka, Agnieszkę Glińską czy Pawła Miśkiewicza. W styczniu 1998 roku odbyła się premiera Poskromienia złośnicy w reżyserii Krzysztofa Warlikowskiego (to drugi, po Elektrze z 1997 roku spektakl tego twórcy w Teatrze Dramatycznym). Reżyser dokonał feministycznej interpretacji dramatu Szekspira, a spektakl rozgrywał się w uwspółcześnionych realiach.
Za dyrekcji Cieślaka i Prusa do zespołu Teatru Dramatycznego dołączyli Danuta Stenka, Adam Ferency, Marcin Dorociński, Małgorzata Kożuchowska

### Lata 2000–2012
W 2001 roku odbyła się premiera Wymazywania na podstawie powieści Thomasa Bernharda w reżyserii Krystiana Lupy, które w 2010 roku zostało zarejestrowane przez Narodowy Instytut Audiowizualny z inicjatywy TVP Kultura (spektakl był emitowany na antenie tej stacji) i obecnie można je oglądać na stronie Ninateki.
W 2008 roku dyrektorem Teatru Dramatycznego został Paweł Miśkiewicz, który wcześniej przez cztery sezony był związany z teatrem jako reżyser. Funkcję dramaturga teatru objęła Dorota Sajewska. Władze Warszawy chciały w ten sposób przekształcić jeden ze stołecznych teatrów w scenę eksperymentalną. Zmiana dyrekcji wiązała się z protestami części zespołu aktorskiego. Jednym z pomysłów Miśkiewicza i Sajewskiej było zaproszenie do współpracy młodych reżyserów (w Teatrze Dramatycznym pojawili się wtedy m.in. Maciej Podstawny, Radosław Rychcik, Michał Kmiecik i Monika Strzępka). Jak ocenia krytyczka Jolanta Kowalska „Pomimo niesprzyjających okoliczności Miśkiewiczowi i partnerującej mu w funkcji zastępczyni Dorocie Sajewskiej udało się zbudować w Dramatycznym ośrodek artystyczny otwarty na różne nurty debaty publicznej, w świadomy sposób organizujący przestrzeń odbioru”.
W 2008 roku Rada Miasta Stołecznego Warszawy na uroczystej sesji nadała Teatrowi Dramatycznemu imię Gustawa Holoubka. Decyzja o nadaniu patronatu została poprzedzona dyskusją środowiskową i medialną.
W 2009 roku odbyła się premiera Persony. Marilyn (spektakl znany też pod tytułem Persona. Tryptyk/Marilyn) w reżyserii Krystiana Lupy z Sandrą Korzeniak w roli Marilyn Monroe. Za tę kreację aktorka została nagrodzona Paszportem Polityki w kategorii Teatr.
W 2010 roku na premierze kontynuacji cyklu reżyserowanego przez Krystiana Lupę – Persona. Ciało Simone doszło do protestu Joanny Szczepkowskiej grającej w spektaklu rolę Simone Weil. Aktorka bez uzgodnienia tego z reżyserem lub kolegami wykonała trzy gesty: weszła w publiczność, następnie wróciła na scenę i podniosła dłoń w geście nazistowskiego pozdrowienia, by w końcu pokazać nagie pośladki. Powody swojego zachowania wyjaśniła potem w wielu wywiadach i tekstach tłumacząc, że jej protest wynikał ze sposobu pracy Krystiana Lupy oraz z polityki zarządzania Teatrem Dramatycznym. Szczepkowska została usunięta z obsady i zastąpiona przez Maję Ostaszewską.
W 2012 roku władze Warszawy wycofały się z poparcia udzielonego trzy lata wcześniej Pawłowi Miśkiewiczowi. Zarzuciły mu granie do pustej widowni, złe gospodarowanie finansami i zdjęcie z afisza spektakli, które zapewniały dużą widownię.

### Od 2012
W 2012 roku dyrektorem Teatru Dramatycznego został Tadeusz Słobodzianek, który do tej pory kierował warszawskim Teatrem na Woli oraz Laboratorium Dramatu. Doprowadziło to do połączenia trzech scen w nową jednostkę o nazwie Teatr Dramatyczny m. st. Warszawy na podstawie uchwały Rady miasta stołecznego Warszawy z 8 listopada 2012 roku, w wyniku połączenia dwóch instytucji kultury: Teatru Dramatycznego m.st. Warszawy im. Gustawa Holoubka i Teatru Na Woli im. Tadeusza Łomnickiego, z dniem 1 stycznia 2013 roku powstała nowa instytucja o nazwie Teatr Dramatyczny m.st. Warszawy. Dwie główne sceny teatru otrzymały odpowiednio nazwy: Scena im. Gustawa Holoubka (przy placu Defilad 1) i Scena Na Woli im. Tadeusza Łomnickiego (przy ul. Kasprzaka 22).
Decyzja ta była kontrowersyjna i została oprotestowana przez część środowiska teatralnego. W prasie połączone sceny pod kierownictwem jednej osoby złośliwie określono mianem Sloboplexu. Dotychczasowi patroni Teatru Dramatycznego i Teatru na Woli – Gustaw Holoubek i Tadeusz Łomnicki – stali się patronami poszczególnych scen. Obok nich działała mała scena imienia Haliny Mikołajskiej oraz sala prób imienia Witolda Zatorskiego. Przeciwko odebraniu Teatrowi Dramatycznemu niedawno nadanego patronatu Gustawa Holoubka wypowiedziała się między innymi żona aktora, Magdalena Zawadzka.
Repertuar Teatru Dramatycznego za dyrekcji Tadeusza Słobodzianka układał się w kilka nurtów obejmując między innymi wystawienia klasyki dramatu (m.in. utworów Szekspira, Gozziego, Goldoniego, Sofoklesa), klasyki dramatu XX wieku (Ionesco, Müller, Dürrenmatt), polskich i zagranicznych sztuk współczesnych (Przemek Jurek, Hanoh Levin, Brian Fierl) oraz przedstawienia rozrywkowe. Stale wystawiane są też dramaty Tadeusza Słobodzianka, między innymi Niedźwiedź Wojtek, Młody Stalin, Historia Jakuba, Fatalista. W repertuarze od 2010 roku utrzymuje się też Nasza klasa. Wśród reżyserów, którzy pracują w teatrze można wymienić: Agnieszkę Glińską, Wawrzyńca Kostrzewskiego, Tadeusza Bradeckiego, a także twórców zagranicznych m.in. Ondreja Spišáka i Oscara Koršunovasa.
Od 2013 roku Teatr Dramatyczny powrócił do roli organizatora Warszawskich Spotkań Teatralnych.
W 2019 roku z okazji 70-lecia istnienia Teatru Dramatycznego odbyła się premiera Hamleta w reżyserii Tadeusza Bradeckiego. Obchodom towarzyszyło także otwarcie wystawy Hamlet w Teatrze Dramatycznym zbierającej zdjęcia z różnych inscenizacji dramatu Szekspira.
W 2019 roku władze miasta podjęły decyzję o ponownym wyłączeniu budynku Teatru na Woli z kompleksu Teatru Dramatycznego i przeznaczeniu budynku dla Teatru Żydowskiego z jednoczesnym przeniesieniem zespołu i repertuaru Teatru na Wili do Pałacu Kultury i Nauki. W 2023 roku, na mocy uchwały NR LXXX/2635/2023 Rady Miasta Stołecznego Warszawy z 20 kwietnia 2023, Teatr Dramatyczny m.st. Warszawy zmienił nazwę na Teatr Dramatyczny im. Gustawa Holoubka. 

## Dyrektorzy
- Marian Meller (1954–1957)
- Marian Meller i Jan Świderski (1957–1962)
- Jan Świderski (1962–1966)
- Andrzej Szczepkowski (1966–1967)
- Jan Bratkowski (1967–1973)
- Gustaw Holoubek (1973–1982)
- Mieczysław Marszycki (1982–1982)
- Jan Paweł Gawlik (1982–1985)
- Marek Okopiński (1985–1986)
- Mieczysław Marszycki (1986–1988)
- Mieczysław Marszycki i Zbigniew Zapasiewicz (1988–1990)
- Mieczysław Marszycki, Anna Sapiego i Maciej Prus (1990–1993)
- Anna Sapiego i Piotr Cieślak (1993–2008)
- Paweł Miśkiewicz (2008–2012)
- Tadeusz Słobodzianek (2012–2022)
- Monika Strzępka (2022–2024)[3][5]
- Mariusz Guglas (p.o.) (2024)[4][5]
- Wojciech Stefaniak (od 2024)[46]

Źródło: Encyklopedia Teatru.

## Sceny
Teatr Dramatyczny dysponuje obecnie trzema scenami:
- Duża Scena – Pałac Kultury i Nauki
- Mała Scena im. Haliny Mikołajskiej – Pałac Kultury i Nauki
- Scena Przodownik – ul. Olesińska 21

## Inicjatywy

### Zakończone
- Festiwal Festiwali Teatralnych „Spotkania” – festiwal teatralny istniejący w latach 2004–2006.
- Międzynarodowy Festiwal Teatralny Warszawa Centralna – festiwal teatralny istniejący w latach 2008–2012.

### Aktualne
- Warszawskie Spotkania Teatralne – jeden z największych krajowych festiwali teatralnych.
- Laboratorium Dramatu – projekt o charakterze eksperymentalno-edukacyjnym, którego celem jest promocja dramaturgii współczesnej.
- Fabula Mundi – program skierowany do europejskich dramaturgów mający na celu tłumaczenie dramatów na języki krajów biorących udział w projekcie (m.in. czeski, włoski, bułgarski, niemiecki, polski, angielski), prezentacje i czytania dramatów, organizację rezydencji artystycznych oraz sieciowanie środowiska dramatopisarskiego. Teatr Dramatyczny jest partnerem projektu od 2017 roku[48].
- DramatOn – cykl wydarzeń towarzyszących premierom spektakli teatralnych; obejmuje między innymi wykłady, oprowadzania po kulisach teatru, czytania dramatów i poezji, a także czytania baśni i literatury dla dzieci. Wydarzenia w ramach DramatOnu są bezpłatne[49].

## Aktorzy (m.in)
- Waldemar Barwiński
- Piotr Bajor
- Marek Bargiełowski
- Andrzej Blumenfeld
- Krzysztof Bauman
- Marcin Bosak
- Anna Dereszowska
- Marcin Dorociński
- Krzysztof Dracz
- Adam Ferency
- Katarzyna Figura
- Jolanta Fraszyńska
- Jadwiga Jankowska-Cieślak
- Jan Jankowski
- Dominika Kluźniak
- Maja Komorowska
- Władysław Kowalski
- Małgorzata Kożuchowska
- Agata Kulesza
- Gabriela Muskała
- Henryk Niebudek
- Małgorzata Niemirska
- Sławomir Orzechowski
- Dominika Ostałowska
- Miłogost Reczek
- Piotr Siwkiewicz
- Krzysztof Szczepaniak
- Olga Sawicka
- Danuta Stenka
- Maciej Stuhr
- Maciej Szary
- Joanna Szczepkowska
- Ewa Telega
- Marcin Troński
- Marcin Tyrol
- Agnieszka Wosińska
- Joanna Wizmur
- Wojciech Wysocki
- Ewa Żukowska